# Luigi Beghetto
Pour les articles homonymes, voir Beghetto.
Luigi Beghetto (né le 6 juillet 1973 à Bassano del Grappa, dans la province de Vicence en Vénétie) est un footballeur italien.

## Carrière
- 1992-1994 :  Bassano Virtus 55
- 1994-1995 : Carpi FC 1909
- 1995-1996 :  Fidelis Andria FC
- 1996-1997 : Genoa CFC
- 1997-1998 : Pescara
- 1998-2000 : Trévise FC
- 2000-2001 : Cagliari Calcio
- 2001-2003 : Chievo Vérone
- 2003-2005 : Piacenza FC
- 2005-2009 : Trévise FC
- 2009 : AC Bellinzone